# Lliga noruega de futbol
La lliga noruega de futbol, anomenada Tippeligaen pel patrocini de la loteria nacional Norsk Tipping, és la màxima competició futbolística de Noruega. També és coneguda amb el nom d'Eliteserien.
La competició ha rebut les següents denominacions fins avui:
- 1937-1948, Norgesserien (La Lliga de Noruega).
- 1948-1962, Hovedserien (La Lliga Principal).
- 1963-1990, 1. divisjon (1a Divisió)
- 1991, Tippeligaen.

Des del 1991 la primera divisió és el segon nivell del futbol noruec, que des del 2005 s'anomena Adeccoligaen, també per raons de patrocini.

## Sistema de competició
Hi ha 16 clubs a la primera divisió noruega. Els clubs s'enfronten tots contra tots a doble volta. La lliga s'inicia a l'abril i s'estén fins a novembre.
S'assignen tres punts per victòria, un per empat i cap per derrota. El club amb més punts al final de temporada és el campió. Els dos darrers classificats perden la categoria i baixen a la primera divisió (Adeccoligaen). Els dos primers classificats d'aquesta categoria ascendeixen a la màxima divisió. El tercer per la cua ha de disputar un play-off amb el tercer del segon nivell per una plaça a la màxima categoria.
El vencedor de la lliga noruega es classifica per la segona ronda de la Lliga de Campions. El segon i tercer de la lliga es classifiquen per la Copa de la UEFA. El quart classificat obté plaça per la Copa Intertoto. A més, els quatre primers classificats de la categoria es classifiquen per disputar la Royal League.

## Història
La primera competició de lliga que es disputà a Noruega fou l'anomenada Test League l'any 1914-16, organitzada per la Federació de forma no oficial, i amb la participació dels clubs Drafn, Frigg, Kvik Fredrikshald, Larvik Turn, Mercantile i Odd. Aquest darrer fou el campió, tot i que la competició no finalitzà. L'actual lliga s'inicià l'any 1937.
El Viking de Stavanger guanyà el primer any que la lliga adoptà el nom de Tippeligaen, seguit del Rosenborg BK de Trondheim, que inicià una seqüència de 13 títols consecutius (1992-2004). El 2005 guanyà el Vålerenga d'Oslo i el 2006 tornà a veure la supremacia del Rosenborg.
Cal esmentar que el campionat, iniciat el 1938, fins al 1972 no va permetre la participació d'equips del nord del país. Aquests equips disputaven la Lliga i la Copa de Noruega del Nord de futbol.
Abans de 1961, la lliga es disputava amb un partit final (de campionat). La lliga no es diputà entre 1940 i 1946 per la Segona Guerra Mundial.

## Historial[1]
Prøveligaen (lliga de prova, no oficial)
- 1914-16:  Odds BK

Norgesserien
- 1937-38:  Fredrikstad (1)
- 1938-39:  Fredrikstad (2)
- 1939-47: no es disputà
- 1947-48:  Freidig (1)

Hovedserien
- 1948-49:  Fredrikstad (3)
- 1949-50:  Fram Larvik (1)
- 1950-51:  Fredrikstad (4)
- 1951-52:  Fredrikstad (5)
- 1952-53: Larvik Turn (1)
- 1953-54:  Fredrikstad (6)
- 1954-55: Larvik Turn (2)
- 1955-56: Larvik Turn (3)
- 1956-57:  Fredrikstad (7)
- 1957-58:  Viking (1)
- 1958-59:  Lillestrøm (1)
- 1959-60:  Fredrikstad (8)
- 1960-61:  Fredrikstad (9)
- 1961-62:  Brann (1)

1. divisjon
- 1963:  Brann (2)
- 1964:  Lyn (1)
- 1965:  Vålerenga (1)
- 1966:  Skeid (1)
- 1967:  Rosenborg BK (1)
- 1968:  Lyn (2)
- 1969:  Rosenborg BK (2)
- 1970:  Strømsgodset (1)
- 1971:  Rosenborg BK (3)
- 1972:  Viking (2)
- 1973:  Viking (3)
- 1974:  Viking (4)
- 1975:  Viking (5)
- 1976:  Lillestrøm (2)
- 1977:  Lillestrøm (3)
- 1978:  Start (1)
- 1979:  Viking (6)
- 1980:  Start (2)
- 1981:  Vålerenga (2)
- 1982:  Viking (7)
- 1983:  Vålerenga (3)
- 1984:  Vålerenga (4)
- 1985:  Rosenborg BK (4)
- 1986:  Lillestrøm (4)
- 1987:  Moss (1)
- 1988:  Rosenborg BK (5)
- 1989:  Lillestrøm (5)
- 1990:  Rosenborg BK (6)

Tippeligaen
- 1991:  Viking (8)
- 1992:  Rosenborg BK (7)
- 1993:  Rosenborg BK (8)
- 1994:  Rosenborg BK (9)
- 1995:  Rosenborg BK (10)
- 1996:  Rosenborg BK (11)
- 1997:  Rosenborg BK (12)
- 1998:  Rosenborg BK (13)
- 1999:  Rosenborg BK (14)
- 2000:  Rosenborg BK (15)
- 2001:  Rosenborg BK (16)
- 2002:  Rosenborg BK (17)
- 2003:  Rosenborg BK (18)
- 2003:  Rosenborg BK (18)
- 2004:  Rosenborg BK (19)
- 2005:  Vålerenga (5)
- 2006:  Rosenborg BK (20)
- 2007:  Brann (3)
- 2008:  Stabæk (1)
- 2009:  Rosenborg BK (21)
- 2010:  Rosenborg BK (22)
- 2011:  Molde (1)
- 2012:  Molde (2)
- 2013:  Strømsgodset (2)
- 2014:  Molde (3)
- 2015:  Rosenborg BK (23)
- 2016:  Rosenborg BK (24)

Eliteserien
- 2017:  Rosenborg BK (25)
- 2018:  Rosenborg BK (26)
- 2019:  Molde (4)
- 2020:  Bodø/Glimt (1)
- 2021:  Bodø/Glimt (2)
- 2022:  Molde (5)
- 2023:  Bodø/Glimt (3)
- 2024:  Bodø/Glimt (4)

## Palmarès
- 26 títols: Rosenborg BK
- 9 títols: Fredrikstad
- 8 títols: Viking
- 5 títols: Lillestrøm, Vålerenga, Molde
- 3 títols: Brann, Larvik Turn, Bodø/Glimt
- 2 títols: Lyn, Start, Strømsgodset
- 1 títol: Fram Larvik, Freidig, Moss, Skeid, Stabæk